# Sinagoga Ohel David
La Sinagoga Ohel David también llamada Lal Deval es una sinagoga en Pune, India. Situada en Moledina Road en Pune, Lal Deval es considerada una de los mejores sinagogas de Maharashtra. Fue construida por el filántropo David Sassoon en 1867. Construida en estilo gótico Inglés, esta estructura de piedra de ladrillo rojo se asemeja a una iglesia. Hoy en día se trata de un lugar turístico bien conocido y constituye una parte importante del patrimonio cultural de la India. Lal Deval es la sinagoga más grande de Asia (fuera de Israel).